# SOAP

SOAP struktur

SOAP är en dataterm och avser ett protokoll för utbyte av information i decentraliserade och distribuerade miljöer. SOAP är XML-baserat. Det kan användas tillsammans med flera protokoll, men vanligast är att det används tillsammans med HTTP.
Tidigare var SOAP en akronym för Simple Object Access Protocol, men sedan version 1.2 är namnet inte längre en akronym.
Tillsammans med UDDI och WSDL är SOAP en av de tre grundstenarna för web services. SOAP är standardiserat av W3C och mycket brett använt på alla plattformar.